# Парламентские выборы в ЮАР (1999)
Вторые нерасовые парламентские выборы в ЮАР состоялись 2 июня 1999 года. На этих выборах победил правящий Африканский национальный конгресс (АНК), получивший четырнадцать мест. Действующий президент Нельсон Мандела отказался переизбраться на пост президента.

## Результаты

### Национальная ассамблея
|                         | Партия                                          | Лидер                   | Голоса     | %      | Места | %      |
| ----------------------- | ----------------------------------------------- | ----------------------- | ---------- | ------ | ----- | ------ |
|                         | Африканский национальный конгресс               | Табо Мбеки              | 10 601 330 | 66,35  | 266   | 66,50  |
|                         | Демократическая партия                          | Тони Леон               | 1 527 337  | 9,56   | 38    | 9,50   |
|                         | Партия свободы Инката                           | Мангосуту Бутелези      | 1 371 477  | 8,58   | 34    | 8,50   |
|                         | Новая национальная партия                       | Мартинус ван Шалквик    | 1 098 215  | 6,87   | 28    | 7,00   |
|                         | Объединённое демократическое движение           | Банту Холомиса          | 546 790    | 3,42   | 14    | 3,50   |
|                         | Африканская христианско-демократическая партия  | Кеннет Мешу             | 228 975    | 1,43   | 6     | 1,50   |
|                         | Фронт свободы                                   | Констанд Фильюн         | 127 217    | 0,80   | 3     | 0,75   |
|                         | Объединённая христианско-демократическая партия | Лукас Мангопе           | 125 280    | 0,78   | 3     | 0,75   |
|                         | Панафриканский конгресс                         | Кларенс Маквету         | 113 125    | 0,71   | 3     | 0,75   |
|                         | Федеральный альянс                              |                         | 86 704     | 0,54   | 2     | 0,50   |
|                         | Фронт меньшинства                               | Амичанд Раджбанси       | 48 277     | 0,30   | 1     | 0,25   |
|                         | Afrikaner Eenheidsbeweging                      |                         | 46 292     | 0,29   | 1     | 0,25   |
|                         | Азанийская народная организация                 |                         | 27 257     | 0,17   | 1     | 0,25   |
|                         | Отмена подоходного налога и ростовщичество      |                         | 10 611     | 0,07   | 0     | 0      |
|                         | Зелёная партия Южной Африки                     |                         | 9193       | 0,06   | 0     | 0      |
|                         | Социалистическая партия Азании                  |                         | 9062       | 0,06   | 0     | 0      |
|                         | Всего                                           | Всего                   | 15,977,142 | 100,00 | 400   | 100,00 |
| Недействительные голоса | Недействительные голоса                         | Недействительные голоса | 251,320    |        |       |        |

Африканский национальный конгресс (АНК) получил 266 мест из 400, то есть на одно место меньше большинства в две трети, необходимого для внесения поправок в конституцию. Эти выборы были отмечены резким упадком Новой национальной партии, ранее Национальной партии (НП), которая без бывшего президента государства Фредерика Де Клерка потеряла более половины своей поддержки. Либерально-демократическая партия стала крупнейшей оппозиционной партией после того, как была пятой по величине партией на выборах 1994 года.
АНК вступил в коалицию с партией «Фронт меньшинства», которая представляла интересы индийской части общества и занимала одно место в новом составе парламента. Коалиционное соглашение гарантировало АНК необходимое большинство голосов для переписывания отдельных частей в конституции. Табо Мбеки был приведен к присяге в качестве президента 16 июня, а состав его кабинета был объявлен на следующий день.